# Suksun
Suksun – osiedle typu miejskiego w Rosji, w Kraju Permskim. W 2010 roku liczyło 8022 mieszkańców.